# لحساسنة (أولاد علي 1)
لحساسنة هو دُوَّار يقع بجماعة عين السبيت، إقليم الخميسات، جهة الرباط سلا القنيطرة في المملكة المغربية. ينتمي الدوّار لمشيخة أولاد علي 1 التي تضم 5 دواوير. يقدر عدد سكانه بـ 964 نسمة حسب الإحصاء الرسمي للسكان والسكنى لسنة 2004.

## روابط خارجية
- البوابة الوطنية للجماعات الترابية نسخة محفوظة 12 مارس 2018 على موقع واي باك مشين.
- المندوبية السامية للتخطيط